# Liste in Neuseeland vorhandener Dampflokomotiven
Dies ist eine Liste erhaltener Dampflokomotiven auf dem Gebiet von Neuseeland.

## Lokomotiven mit 1435 mm Spurweite
| Foto | Nummer oder Name                                   | Bauart / Achsfolge | Hersteller               | Fabrik-nr. | Baujahr | Historie | Eigentümer / Betreiber / Strecke           | Bemerkungen |
| ---- | -------------------------------------------------- | ------------------ | ------------------------ | ---------- | ------- | -------- | ------------------------------------------ | ----------- |
|      | Invercargill to Makarewa Railway No. 'Lady Barkly' | 1’B                | Owen Bennett             |            | 2003    |          | Stead Street Wharf                         | [ 1 ]       |
|      | Canterbury Tramway Company No. 7                   | B                  | Kitson & Co.             | 28         | 1881    |          | Ferrymead Tramway Historical Society       | [ 2 ]       |
|      | New South Wales Government Tramway No. 100         | B                  | Baldwin Locomotive Works | 11885      | 1891    |          | Museum of Transport & Technology, Auckland | [ 3 ]       |

## Lokomotiven mit 1067 mm Spurweite
| Foto | Nummer oder Name                               | Bauart / Achsfolge   | Hersteller                        | Fabrik-nr. | Baujahr | Historie                          | Eigentümer / Betreiber / Strecke           | Bemerkungen |
| ---- | ---------------------------------------------- | -------------------- | --------------------------------- | ---------- | ------- | --------------------------------- | ------------------------------------------ | ----------- |
|      | New Zealand Railways No. A.64                  | B                    | Dubs & Co.                        | 651        | 1873    | NZR A class 1873                  | Plains Railway Society, Ashburton          | [ 4 ]       |
|      | New Zealand Railways No. F.150                 | C                    | Dubs & Co.                        | 1371       | 1880    | NZR F class                       | Plains Railway Society, Ashburton          | [ 5 ]       |
|      | New Zealand Railways No. Ja.1260               | 2’D1’                | NZR Hillside                      | 383        | 1952    | NZR JA class                      | Plains Railway Society, Ashburton          | [ 6 ]       |
|      | New Zealand Railways No. K.88                  | 1’B1’                | Rogers Locomotive Works           | 2454       | 1877    | NZR K class 1877                  | Plains Railway Society, Ashburton          | [ 7 ]       |
|      | New Zealand Railways No. K.94                  | 1’D1’                | Rogers Locomotive Works           | 2470       | 1878    | NZR K class 1877                  | Plains Railway Society, Ashburton          | [ 8 ]       |
|      | NZ Cement No. ? 'Bertha'                       | B                    | Orenstein & Koppel                | 1411       | 1904    |                                   | Museum of Transport & Technology, Auckland | [ 9 ]       |
|      | Northern Coal Co No. ?                         | B                    | Orenstein & Koppel                | 2033       | 1906    |                                   | Museum of Transport & Technology, Auckland | [ 10 ]      |
|      | Kempthrone Prosser No. ?                       | C                    | Kerr Stuart & Co (Stoke on Trent) | 4183       | 1926    |                                   | Museum of Transport & Technology, Auckland | [ 11 ]      |
|      | Pukemiro Collieries No. ?                      | B                    | Andrew Barclay & Son              | 1270       | 1912    |                                   | Museum of Transport & Technology, Auckland | [ 12 ]      |
|      | New Zealand Railways No. K.900                 | 2’D2’                | NZR Hutt                          | 277        | 1932    | NZR K class 1932                  | Museum of Transport & Technology, Auckland | [ 13 ]      |
|      | New Zealand Railways No. F.180                 | C                    | Yorkshire Engine Co. (Sheffield)  | 244        | 1874    | NZR F class                       | Museum of Transport & Technology, Auckland | [ 14 ]      |
|      | New Zealand Railways No. Y.542                 | C                    | Hunslet Engine Co.                | 1444       | 1923    | NZR Y class                       | Museum of Transport & Technology, Auckland | [ 15 ]      |
|      | New Zealand Railways No. Ab.832                | 2’C1’                | North British Locomotive Co.      | 23190      | 1925    | NZR AB class                      | Museum of Transport & Technology, Auckland | [ 16 ]      |
|      | New Zealand Railways No. L.507 (PWD No. L.207) | 1’B                  | Avonside Engine Co. Ltd.          | 1205       | 1877    | NZR KB class                      | Museum of Transport & Technology, Auckland | [ 17 ]      |
|      | New Zealand Railways No. Ww.491                | 2’C2’                | NZR Hillside                      | 116        | 1912    | NZR WW class                      | Museum of Transport & Technology, Auckland | [ 18 ]      |
|      | Lake Brunner Saw Miller, Ruru No. ?            | B                    | J. Johnston & Sons                |            | 1903    |                                   | Canterbury Steam Preservation Society      | [ 19 ]      |
|      | Ogilvie & Co. Ltd. No. 'Gladstone'             | Two Truck - Geared   | A & G Price Ltd.                  | 148        | 1943    |                                   | Canterbury Steam Preservation Society      | [ 20 ]      |
|      | Bartholomew Land & Timber No. ?                | Heisler - 2 truck    | Heisler Locomotive Works          | 1450       | 1921    |                                   | Ferrymead Railway                          | [ 21 ]      |
|      | Christchurch Meat Co. No. ?                    | B                    | Manning Wardle                    | 1841       | 1914    |                                   | Ferrymead Railway                          | [ 22 ]      |
|      | Christchurch Gas, Coal & Coke Co. No. ?        | B                    | W.G.Bagnall                       | 1857       | 1909    |                                   | Ferrymead Railway                          | [ 23 ]      |
|      | New Zealand Railways No. Kb.968                | 2’D2’                | NZR Hillside                      | 351        | 1939    | NZR KB class                      | Christchurch Railway Station               | [ 24 ]      |
|      | Lake Brunner Saw Milling No. ?                 | B1’                  | Andrew Barclay & Son              | 1894       | 1926    |                                   | Ferrymead Railway                          | [ 25 ]      |
|      | New Zealand Railways No. Cb.113                | Two Truck - Geared   | A & G Price Ltd.                  | 113        | 1924    | NZR D class 1874                  | Ferrymead Railway                          | [ 26 ]      |
|      | Public Works Department No. 548                | B                    | Fowler                            | 16246      | 1924    |                                   | Canterbury Steam Preservation Society      | [ 27 ]      |
|      | New Zealand Railways No. Wf.393                | 1’C2’                | A & G Price Ltd.                  | 5          | 1904    | NZR WF class                      | Ferrymead Railway                          | [ 28 ]      |
|      | New Zealand Railways No. D.140                 | 1’B                  | Scott Bros. Ltd                   | 36         | 1887    | NZR D class 1874                  | Ferrymead Railway                          | [ 29 ]      |
|      | New Zealand Railways No. Wd.357                | 1’C2’                | Baldwin Locomotive Works          | 19261      | 1901    | NZR WD class                      | Ferrymead Railway                          | [ 30 ]      |
|      | New Zealand Railways No. W.192                 | 1’C1’                | NZR Addington                     | 1          | 1889    | NZR W class                       | Ferrymead Railway                          | [ 31 ]      |
|      | New Zealand Railways No. Ka.942                | 2’D2’                | NZR Hutt                          | 325        | 1940    | NZR KA class                      | Mainline Steam, Christchurch               | [ 32 ]      |
|      | New Zealand Railways No. F.12                  | C                    | Yorkshire Engine Co. (Sheffield)  | 241        | 1874    | NZR F class                       | Ferrymead Railway                          | [ 33 ]      |
|      | New Zealand Railways No. F.13                  | C                    | Neilson & Co.                     | 1692       | 1872    | NZR F class                       | Ferrymead Railway                          | [ 34 ]      |
|      | New Zealand Railways No. Ja.1240               | 2’D1’                | NZR Hillside                      | 363        | 1947    | NZR JA class                      | Mainline Steam, Christchurch               | [ 35 ]      |
|      | New Zealand Railways No. C.236                 | B1                   | Dubs & Co.                        | 803        | 1874    | NZR C class 1873                  | National Railway Museum of New Zealand     | [ 36 ]      |
|      | New Zealand Railways No. C.864                 | 1’C1’                | NZR Hillside                      | 272        | 1931    | NZR C class 1930                  | Ferrymead Railway                          | [ 37 ]      |
|      | New Zealand Railways No. F.111                 | C                    | Dubs & Co.                        | 1233       | 1879    | NZR F class                       | Ocean Beach Railway                        | [ 38 ]      |
|      | New Zealand Railways No. Ja.1274               | 2’D1'                | NZR Hillside                      | 397        | 1956    | NZR JA class                      | Otago Early Settlers Museum                | [ 39 ]      |
|      | New Zealand Railways No. A.67                  | B                    | Dubs & Co.                        | 647        | 1873    | NZR A class 1873                  | Ocean Beach Railway                        | [ 40 ]      |
|      | New Zealand Railways No. P.107                 | 1’D                  | Nasmyth Wilson & Co.              | 278        | 1885    | NZR P class 1885                  | Project Steam                              | [ 41 ]      |
|      | New Zealand Railways No. E.175 'Josephine'     | B’B                  | Vulcan Foundry                    | 637        | 1872    | NZR E class 1872                  | Otago Settlers Museum                      | [ 42 ]      |
|      | Kempthorne Prosser No. ?                       | C                    | Kerr Stuart & Co (Stoke on Trent) | 4185       | 1929    |                                   | Ocean Beach Railway                        | [ 43 ]      |
|      | More & Sons No. ?                              | C                    | J. Johnston & Sons                | 3          | 1902    |                                   | Department of Conservation                 | [ 44 ]      |
|      | New Zealand Railways No. H.199                 | B1                   | Avonside Engine Co. Ltd.          | 1075       | 1875    | NZR H class                       | Fell Museum                                | [ 45 ]      |
|      | New Zealand Railways No. F.163                 | C                    | Dubs & Co.                        | 1367       | 1880    | NZR F class                       | Feilding & Districts Steam Rail Society    | [ 46 ]      |
|      | New Zealand Railways No. Wab.794               | 2’C2'                | NZR Hillside                      | 251        | 1927    | NZR WAB class                     | Feilding Steam and Railway Society         | [ 47 ]      |
|      | New Zealand Railways No. X.442                 | 2’D1'                | NZR Addington                     | 97         | 1909    | NZR X class                       | Feilding & Districts Steam Rail Society    | [ 48 ]      |
|      | Public Works Department No. 526                | B                    | Davenport Locomotive Works        | 1860       | 1921    |                                   | East Coast Museum of Technology            | [ 49 ]      |
|      | ? No. ?                                        | B                    | ?                                 |            |         |                                   | East Coast Museum of Technology            | [ 50 ]      |
|      | New Zealand Railways No. Wa.165                | 1’C1'                | NZR Hillside                      | 19         | 1897    | NZR WA class                      | Gisborne City Vintage Railway              | [ 51 ]      |
|      | New Zealand Railways No. A.66                  | B                    | Dubs & Co.                        | 648        | 1873    | NZR A class 1873                  | Waimea Plains Railway Trust Board          | [ 52 ]      |
|      | New Zealand Railways No. K.92                  | 1’B1'                | Rogers Locomotive Works           | 2468       | 1878    | NZR K class 1877                  | Waimea Plains Rwy Trust Board              | [ 53 ]      |
|      | New Zealand Railways No. L.508 (PWD No. L.208) | 1’B                  | Avonside Engine Co. Ltd.          | 1206       | 1877    | NZR KB class                      | Shantytown                                 | [ 54 ]      |
|      | Greymouth Harbour Board No. 'Opossum'          | B                    | E. W. Mills (Lion Foundry)        |            | 1875    |                                   | Shantytown                                 | [ 55 ]      |
|      | Kaitangata Coal & Railway Co No. 'Kaitangata'  | C                    | Sharp Stewart & Co.               | 4270       | 1896    |                                   | Shantytown                                 | [ 56 ]      |
|      | Potate Timber Co No. 'Climax'                  | Climax - 2 truck     | Climax Manufacturing Co.          | 1203       | 1912    |                                   | Shantytown                                 | [ 57 ]      |
|      | Midland Saw Milling No. ?                      | Heisler - 2 truck    | Heisler Locomotive Works          | 1494       | 1924    |                                   | Shantytown                                 | [ 58 ]      |
|      | New Zealand Railways No. F.230                 | C                    | Dubs & Co.                        | 1364       | 1880    | NZR F class                       | Lake Domain                                | [ 59 ]      |
|      | Brownlee & Co. No. ?                           | B1                   | Andrew Barclay & Son              | 718        | 1892    |                                   | Havelock Museum                            | [ 60 ]      |
|      | New Zealand Railways No. D.170                 | 1’B                  | Neilson & Co.                     | 2563       | 1880    | NZR D class 1874                  | Helensville Railway Station                | [ 61 ]      |
|      | New Zealand Railways No. D.221                 | 1’B                  | Neilson & Co.                     | 2565       | 1880    | NZR D class 1874                  | Jaycee Park (playground)                   | [ 62 ]      |
|      | Bay of Islands Vintage Railway No. Gabriel     | 2’B                  | Peckett & Sons                    | 1730       | 1915    |                                   | Bay of Islands Vintage Railway             | [ 63 ]      |
|      | New Zealand Railways No. Ab.795                | 2’C1'                | NZR Hillside                      | 252        | 1922    | NZR AB class                      | Kingston Flyer                             | [ 64 ]      |
|      | New Zealand Railways No. Ab.778                | 2’C1'                | NZR Addington                     | 235        | 1922    | NZR AB class                      | Kingston Flyer                             | [ 65 ]      |
|      | New Zealand Railways No. P.60                  | 1’D                  | Nasmyth Wilson & Co.              | 279        | 1885    | NZR P class 1885                  | Lumsden Heritage Centre                    | [ 66 ]      |
|      | New Zealand Railways No. V.127                 | 1’C1'                | Nasmyth Wilson & Co.              | 255        | 1885    | NZR V class                       | Railway Precinct                           | [ 67 ]      |
|      | New Zealand Railways No. V.126                 | 1’C                  | Nasmyth Wilson & Co.              | 261        | 1885    | NZR V class                       | Railway Precinct                           | [ 68 ]      |
|      | New Zealand Railways No. Ab.745                | 2’C1'                | North British Locomotive Co.      | 22880      | 1922    | NZR AB class                      | Rimutaka Incline Railway                   | [ 69 ]      |
|      | New Zealand Railways No. Wb.292                | 1’C1'                | Baldwin Locomotive Works          | 16172      | 1898    | NZR WB class                      | Rimutaka Incline Railway                   | [ 70 ]      |
|      | New Zealand Railways No. Wb.299                | 1’C1'                | Baldwin Locomotive Works          | 16175      | 1898    | NZR WB class                      | Rimutaka Incline Railway                   | [ 71 ]      |
|      | South African Railways No. 3432                | 2’D2'                | Henschel & Sohn (Kassel)          | 28751      | 1953    | South African Railways Class 25NC | Mainline Steam, Mercer                     | [ 72 ]      |
|      | South African Railways No. 3508                | 2’D2'                | North British Locomotive Co.      | 27368      | 1954    | South African Railways Class 25NC | Mainline Steam, Mercer                     | [ 73 ]      |
|      | South African Railways No. 4083                | (2’D1’)(1’D2’)       | Beyer Peacock & Co.               | 7754       | 1956    | South African Railways Class GMAM | Mainline Steam, Mercer                     | [ 74 ]      |
|      | South African Railways No. 4126                | (2’D1’)(1’D2’)       | Beyer Peacock & Co.               | 7841       | 1958    | South African Railways Class GMAM | Mainline Steam, Mercer                     | [ 75 ]      |
|      | New Zealand Railways No. Wf.403                | 1’C2’                | NZR Hillside                      | 77         | 1907    | NZR WF class                      | Grand Tapawara Railway                     | [ 76 ]      |
|      | Stratford & Blair No. ?                        | Three Truck - Geared | G & D Davidson, Greymouth         | 25         | 1920    |                                   | Red Jacks – road layby                     | [ 77 ]      |
|      | New Zealand Railways No. B.10                  | 1’B                  | Hudswell Clarke & Co.             | 1542       | 1924    | NZR B Class                       | Oamaru Steam & Rail                        | [ 78 ]      |
|      | Public Works Department No. 535                | B                    | Fowler                            | 15909      | 1921    |                                   | Oamaru Steam & Rail                        | [ 79 ]      |
|      | New Zealand Railways No. Ab.608                | 2’C1’                | NZR Addington                     | 163        | 1915    | NZR AB class                      | Steam, Incorporated, Paekakariki           | [ 80 ]      |
|      | New Zealand Railways No. Ka.945                | 2’D2’                | NZR Hutt                          | 328        | 1939    | NZR KA class                      | Steam, Incorporated, Paekakariki           | [ 81 ]      |
|      | New Zealand Railways No. Wf.386                | 1’C2’                | NZR Addington                     | 66         | 1905    | NZR WF class                      | Steam, Incorporated, Paekakariki           | [ 82 ]      |
|      | New Zealand Railways No. K.917                 | 2’D2’                | NZR Hutt                          | 294        | 1934    | NZR K class 1932                  | Steam, Incorporated, Paekakariki           | [ 83 ]      |
|      | Rhodesian Railways No. 398                     | (2’C2’)(2’C2’)       | Beyer Peacock & Co.               | 7340       | 1949    | Rhodesia Railways 15 class        | Steam, Incorporated, Paekakariki           | [ 84 ]      |
|      | New Zealand Railways No. Ja.1271               | 2’D1’                | NZR Hillside                      | 394        | 1956    | NZR JA class                      | Steam, Incorporated, Paekakariki           | [ 85 ]      |
|      | New Zealand Railways No. Bb.144                | 2’D                  | A & G Price Ltd.                  | 86         | 1917    | NZR BB class                      | Mainline Steam Trust, Parnell              | [ 86 ]      |
|      | New Zealand Railways No. J.1211                | 2’D1’                | North British Locomotive Co.      | 24534      | 1939    | NZR J class 1939                  | Mainline Steam Trust, Parnell              | [ 87 ]      |
|      | Nelsons (NZ) Freezing Works No. ?              | C                    | W.G.Bagnall                       | 2475       | 1932    |                                   | Mainline Steam Trust, Parnell              | [ 88 ]      |
|      | New Zealand Railways No. Ja.1267               | 2’D1’                | NZR Hillside                      | 390        | 1950    | NZR JA class                      | Mainline Steam Trust, Parnell              | [ 89 ]      |
|      | New Zealand Railways No. Ab.699                | 2’C1’                | Price                             | 94         | 1922    | NZR AB class                      | Pleasant Point Museum                      | [ 90 ]      |
|      | New Zealand Railways No. D.16                  | 1’B                  | Neilson & Co.                     | 2306       | 1878    | NZR D class 1874                  | Pleasant Point Museum                      | [ 91 ]      |
|      | Rhodesian Railways No. 509                     | (1’C1’)(1’C1’)       | Beyer Peacock & Co.               | 7582       | 1953    | Rhodesia Railways 14A class       | Mainline Steam Trust, Plimmerton           | [ 92 ]      |
|      | New Zealand Railways No. Jb.1236               | 2’D1’                | North British Locomotive Co.      | 24559      | 1939    | NZR J class 1939                  | Mainline Steam Trust, Plimmerton           | [ 93 ]      |
|      | New Zealand Railways No. Ab.663                | 2’C1’                | NZR Addington                     | 188        | 1917    | NZR AB class                      | Mainline Steam Trust, Plimmerton           | [ 94 ]      |
|      | New Zealand Railways No. K.911                 | 2’D2’                | NZR Hutt                          | 288        | 1934    | NZR K class 1932                  | Mainline Steam Trust, Plimmerton           | [ 95 ]      |
|      | New Zealand Railways No. F.185                 | C                    | Dubs & Co.                        | 1171       | 1878    | NZR F class                       | Bush Tramway Club                          | [ 96 ]      |
|      | Ellis and Burnand No. 1650                     | Climax - 2 truck     | Climax Manufacturing Co.          | 1650       | 1924    |                                   | Bush Tramway Club                          | [ 97 ]      |
|      | State Mines, Rotowaro No. ?                    | C                    | Peckett & Sons                    | 1630       | 1923    |                                   | Bush Tramway Club                          | [ 98 ]      |
|      | Taupo Totara Timber Co No. 2                   | 1’C2’                | Heisler Locomotive Works          | 1082       | 1904    |                                   | Bush Tramway Club                          | [ 99 ]      |
|      | Selwyn Timber, Mangatapu No. E 111             | Two Truck - Geared   | A & G Price Ltd.                  | 111        | 1923    |                                   | Bush Tramway Club                          | [ 100 ]     |
|      | Auckland City Council, Nihotupu No. Cb 117     | (1’D)(D1’)           | A & G Price Ltd.                  | 117        | 1927    |                                   | Bush Tramway Club                          | [ 101 ]     |
|      | New Zealand Railways No. R.28                  | C2                   | Avonside Engine Co. Ltd.          | 1217       | 1878    | NZR R class                       | Reefton Park                               | [ 102 ]     |
|      | Westfield Freezing Works No. ?                 | B                    | Hudswell Clarke & Co.             | 1582       | 1926    |                                   | Rotorua Ngongotaha Railway Trust           | [ 103 ]     |
|      | Public Works Department No. 531                | B                    | Andrew Barclay & Son              | 1749       | 1921    |                                   | Silver Stream Railway                      | [ 104 ]     |
|      | Wellington Export Meat Co. No. ?               | B                    | Andrew Barclay & Son              | 1181       | 1909    |                                   | Silver Stream Railway                      | [ 105 ]     |
|      | Napier Harbour Board No. 5                     | B                    | Fowler                            | 16342      | 1925    |                                   | Silver Stream Railway                      | [ 106 ]     |
|      | Gear Meat Company No. 3 'Petone'               | 2’B                  | Andrew Barclay & Son              | 1335       | 1913    |                                   | Silver Stream Railway                      | [ 107 ]     |
|      | New Zealand Railways No. Ka.935                | 2’D2’                | NZR Hutt                          | 318        | 1941    | NZR KA class                      | Silver Stream Railway                      | [ 108 ]     |
|      | New Zealand Railways No. D.137                 | 1’B                  | Scott Bros. Ltd                   | 31         | 1887    | NZR D class 1874                  | Silver Stream Railway                      | [ 109 ]     |
|      | New Zealand Railways No. C.132                 | B1                   | Neilson & Co.                     | 1772       | 1873    | NZR C class 1873                  | Silver Stream Railway                      | [ 110 ]     |
|      | New Zealand Railways No. C.847                 | 1’C1’                | NZR Hillside                      | 255        | 1930    | NZR C class 1930                  | Silver Stream Railway                      | [ 111 ]     |
|      | New Zealand Railways No. D.143                 | 1’B                  | Neilson & Co.                     | 1847       | 1874    | NZR D class 1874                  | Silver Stream Railway                      | [ 112 ]     |
|      | New Zealand Railways No. Ww.571                | 2’C2’                | NZR Hillside                      | 147        | 1914    | NZR WW class                      | Silver Stream Railway                      | [ 113 ]     |
|      | New Zealand Railways No. L.509 (PWD No. L.209) | 1’B                  | Avonside Engine Co. Ltd.          | 1207       | 1877    | NZR KB class                      | Silver Stream Railway                      | [ 114 ]     |
|      | New Zealand Railways No. P.25                  | 1’D                  | Nasmyth Wilson & Co.              | 281        | 1885    | NZR P class 1885                  | Midland Rail Trust                         | [ 115 ]     |
|      | Egmont Box Company No. ?                       | Climax - 2 truck     | Climax Manufacturing Co.          | 1317       | 1914    |                                   | Lions Club                                 | [ 116 ]     |
|      | Imlay Freezing Works, Wanganui No. ?           | B                    | Manning Wardle                    | 1890       | 1915    |                                   | Tokomaru Steam Museum                      | [ 117 ]     |
|      | Napier Harbour Board No. 6                     | B                    | Fowler                            | 16343      | 1925    |                                   | Tokomaru Steam Museum                      | [ 118 ]     |
|      | Taringamotu Saw Milling No. C 108              | Two Truck - Geared   | A & G Price Ltd.                  | 108        | 1922    |                                   | Tokomaru Steam Museum                      | [ 119 ]     |
|      | Gear Meat Co. No. 193                          | B                    | Dubs & Co.                        | 655        | 1873    |                                   | Gisborne City Vintage Railway              | [ 120 ]     |
|      | Wilsons Portland Cement No. 2                  | B1                   | Peckett & Sons                    | 1957       | 1938    |                                   | Goldfields Railways Incorporated           | [ 121 ]     |
|      | New Zealand Railways No. A.428                 | 2’C1’                | A & G Price Ltd.                  | 31         | 1909    | NZR A class 1906                  | Weka Pass Railway                          | [ 122 ]     |
|      | New Zealand Railways No. Fa.250                | C                    | NZR Addington                     | 5          | 1892    | NZR FA class                      | Glenbrook Vintage Railway                  | [ 123 ]     |
|      | New Zealand Railways No. J.1234                | 2’D1’                | North British Locomotive Co.      | 24557      | 1939    | NZR J class 1939                  | Glenbrook Vintage Railway                  | [ 124 ]     |
|      | New Zealand Railways No. Ja.1275               | 2’D1’                | North British Locomotive Co.      | 27104      | 1951    | NZR JA class                      | Glenbrook Vintage Railway                  | [ 125 ]     |
|      | New Zealand Railways No. A.423                 | 2’C1’                | A & G Price Ltd.                  | 26         | 1909    | NZR A class 1906                  | Glenbrook Vintage Railway                  | [ 126 ]     |
|      | New Zealand Railways No. Ba.552                | 2’D                  | NZR Addington                     | 148        | 1912    | NZR BA class                      | Glenbrook Vintage Railway                  | [ 127 ]     |
|      | New Zealand Railways No. Ja.1250               | 2’D1’                | NZR Hillside                      | 373        | 1949    | NZR JA class                      | Glenbrook Vintage Railway                  | [ 128 ]     |
|      | New Zealand Railways No. Ww.644                | 2’D2’                | NZR Hillside                      | 179        | 1915    | NZR WW class                      | Glenbrook Vintage Railway                  | [ 129 ]     |
|      | New Zealand Railways No. Ww.480                | 2’C2’                | NZR Hillside                      | 104        | 1910    | NZR WW class                      | Glenbrook Vintage Railway                  | [ 130 ]     |
|      | New Zealand Railways No. Wab.800               | 2’C2’                | A & G Price Ltd.                  | 117        | 1926    | NZR WAB class                     | Glenbrook Vintage Railway                  | [ 131 ]     |
|      | Taupo Totara Timber Co. No. 7                  | (1’B)B1’             | Alco (Schenectady)                | 53970      | 1912    |                                   | Glenbrook Vintage Railway                  | [ 132 ]     |
|      | New Zealand Railways No. F.233                 | C                    | Robert Stephenson & Co.           | 2593       | 1885    | NZR F class                       | Glenbrook Vintage Railway                  | [ 133 ]     |
|      | New Zealand Railways No. A.62                  | B                    | Dubs & Co.                        | 656        | 1873    | NZR A class 1873                  | Whangarei Packard & Pioneer Museum         | [ 134 ]     |
|      | Wilsons Portland Cement No. 5                  | B1                   | Peckett & Sons                    | 1664       | 1924    |                                   | Whangarei Steam & Model Railway Society    | [ 135 ]     |
|      | Wilsons Portland Cement No. 4                  | B1                   | Peckett & Sons                    | 2157       | 1955    |                                   | Whangarei Steam & Model Railway Society    | [ 136 ]     |
|      | New Zealand Railways No. D.6                   | 2’C1’                | Neilson & Co.                     | 2564       | 1880    | NZR D class 1874                  | Bulleid Engineering, Winton                | [ 137 ]     |